# Ортофосфат рубидия
Ортофосфат рубидия — неорганическое соединение, соль щелочного металла рубидия и ортофосфорной кислоты с формулой Rb3PO4, бесцветные  кристаллы, растворимые в воде, образует кристаллогидрат.

## Получение
- Нейтрализация избытком гидроксида или карбоната рубидия ортофосфорной кислоты:

{\displaystyle {\mathsf {H_{3}PO_{4}+3RbOH\ {\xrightarrow {}}\ Rb_{3}PO_{4}+3H_{2}O}}}
{\displaystyle {\mathsf {2H_{3}PO_{4}+3Rb_{2}CO_{3}\ {\xrightarrow {}}\ Rb_{3}PO_{4}+3CO_{2}+3H_{2}O}}}
- Действием избытка  гидроксида рубидия на кислые фосфаты рубидия:

{\displaystyle {\mathsf {RbH_{2}PO_{4}+2RbOH\ {\xrightarrow {}}\ Rb_{3}PO_{4}+2H_{2}O}}}
{\displaystyle {\mathsf {Rb_{2}HPO_{4}+RbOH\ {\xrightarrow {}}\ Rb_{3}PO_{4}+H_{2}O}}}

## Физические свойства
Ортофосфат рубидия образует бесцветные кристаллы.
Хорошо растворяется в воде, водный раствор имеет щелочную реакцию из-за гидролиза по аниону.
Слабо растворяется в абсолютированном этаноле, но хорошо растворим уже в азеотропном этаноле.  
Образует кристаллогидрат Rb3PO4•4H2O.

## Химические свойства
- Раствор имеет сильнощелочную реакцию и реагирует с алюминием:

{\displaystyle {\mathsf {2Rb_{3}PO_{4}+2Al+8H_{2}O\ {\xrightarrow {100^{o}C}}\ 2Rb[Al(OH)_{4}]+2Rb_{2}HPO_{4}+3H_{2}\uparrow }}}
- Вступает в обменные реакции:

{\displaystyle {\mathsf {Rb_{3}PO_{4}+3AgNO_{3}\ {\xrightarrow {}}\ Ag_{3}PO_{4}\downarrow +3RbNO_{3}}}}